# Macsók és macák
A Macsók és macák (eredeti cím: Guys and Dolls) egy 1955-ös amerikai musicalfilm, melynek rendezője Joseph L. Mankiewicz. A film főbb szerepeit Marlon Brando, Jean Simmons és Frank Sinatra játsszák.

## Cselekmény
Nathan Detroit vérbeli hazárdjátékos, és most végképp megalapozhatná a szerencséjét, csak az ezer dolcsi kezdőtőke hiányzik hozzá. Sarah Brown viszont az Üdvhadsereg tisztje, neki a bűnös lelkek hiányoznak, akiket jó útra téríthetne. Sky Masterson nagyobb tétben is hajlandó fogadni, hogy a misszióslányt leveszi a lábáról, és magával csábítja Havannába. Miss Adelaide földhöz ragadtabb: ő azzal is beérné, ha Nathan oly sok év után felhagyna a kifogások keresésével, és az oltár elé vezetné.

## Szereplők
| Szereplő           | Színész         | Magyar hang      |
| ------------------ | --------------- | ---------------- |
| Sky Masterson      | Marlon Brando   | Kálid Artúr      |
| Sarah Brown        | Jean Simmons    | Mahó Andrea      |
| Nathan Detroit     | Frank Sinatra   | Csőre Gábor      |
| Miss Adelaide      | Vivian Blaine   | Kiss Erika       |
| Branningan hadnagy | Robert Keith    | Szokolay Ottó    |
| Johnson            | Stubby Kaye     | Holl Nándor      |
| Jule               | B. S. Pully     | Cs. Németh Lajos |
| Benny Sourhstreet  | Johnny Silver   | Háda János       |
| Harry              | Sheldon Leonard | Laklóth Aladár   |
| Rusty Charlie      | Danny Dayton    |                  |
| Society Max        | George E. Stone |                  |
| Arvide Abernathy   | Regis Toomey    | Szersén Gyula    |
| Cartwright őrnagy  | Kathryn Givney  | Illyés Mari      |
| Angie              | Joe McTurk      | Verebély Iván    |